# جون بلانشارد
جون بلانشارد (بالإنجليزية: John Blanchard)‏ هو محامي وسياسي أمريكي، ولد في 30 سبتمبر 1787 في بيتشام في الولايات المتحدة، وتوفي في 9 مارس 1849. حزبياً، نشط في حزب اليمين. وقد انتخب عضو مجلس النواب الأمريكي.